# رامون مگسیسی
رامون مگسیسی (انگلیسی: Ramon Magsaysay؛ ۳۱ اوت ۱۹۰۷ – ۱۷ مارس ۱۹۵۷) یک سیاست‌مدار اهل فیلیپین و از دسامبر ۱۹۵۳ تا هنگام مرگش بر اثر سانحه هوایی در ۱۷ مارس ۱۹۵۷ رئیس‌جمهور جمهوری سوم فیلیپین بود. وی اولین رئیس‌جمهور این کشور است که در قرن بیستم متولد شده‌است.